# 240-мм железнодорожное орудие Тип 90
240-мм железнодорожное оружие Тип 90 (яп. 九〇式二十四糎列車加農, Кю: рэй-сики нидзю: ён-мири Рессяхо:) — крупнокалиберное железнодорожное орудие, приобретённое в 1930 году Императорской армией Японии у французской оружейной компании Schneider. Орудие имело калибр 240 мм, обозначение Тип 90 присвоено в честь 2590 года японского календаря, на который выпадал 1930 год западного летоисчисления. Единственная железнодорожная артиллерийская установка, состоявшая на вооружении в Японии.

## История службы

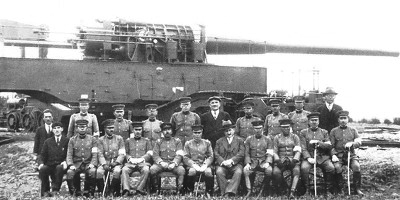
The Type 90 240-mm-Railway Gun, with members of the Imperial Japanese Army and staff of the French Schneider-Creusot company from which Japan purchased the gun.

В годы русско-японской войны Императорская армия Японии активно использовала бронепоезда, а во время Первой мировой войны военные атташе японских посольств в Европе заметили возросшие масштабы применения железнодорожной артиллерии, причём зачастую применялась артиллерия особо крупного размера, которая прежде устанавливалась только на линейных кораблях. Стало ясно, что артиллерия подобного калибра может стать вполне мобильной и её быстрая доставка на линию фронта может стать вполне реальной.
Однако, несмотря на заинтересованность японцев, в их приоритете находились совершенно другие проекты, и усилия в сфере развития железнодорожной артиллерии не предпринимались до тех пор, пока в казне не появились свободные средства. Их было решено потратить на приобретение французского образца железнодорожной артиллерии производства компании Schneider в 1930 году. В действительности японцы приобрели у французов только ствол с казённой частью, а железнодорожная платформа для перевозки орудия и всё вспомогательное оборудование были произведены в Японии. Собранное орудие получило обозначение Тип 90.
По сути это артиллерийское орудие не было сугубо производства компании Schneider: его разработчиком была компания Saint-Chamond (также известная как FAMH), а орудие было выпущено в рамках реализации проектов орудий очень большой дальности (TLP, très longue portée). В ноябре 1918 года проект дальнобойного орудия компании Saint-Chamond получил одобрение, а в 1926 году прошли испытания орудия. Максимальная дальность стрельбы достигала 59 км при стрельбе из 240-мм орудия L/51. Орудие было крайне необычным, поскольку угол его поворота составлял все 360°, а благодаря вспомогательному двигателю у железнодорожной платформы с орудием появлялась какая-никакая автономия в движении. В 1924 году компания Schneider et Cie приобрела FAMH, а поскольку у Schneider были собственные проекты, дизайн проектов Saint-Chamond стал абсолютно ненужным.

## Боевое применение

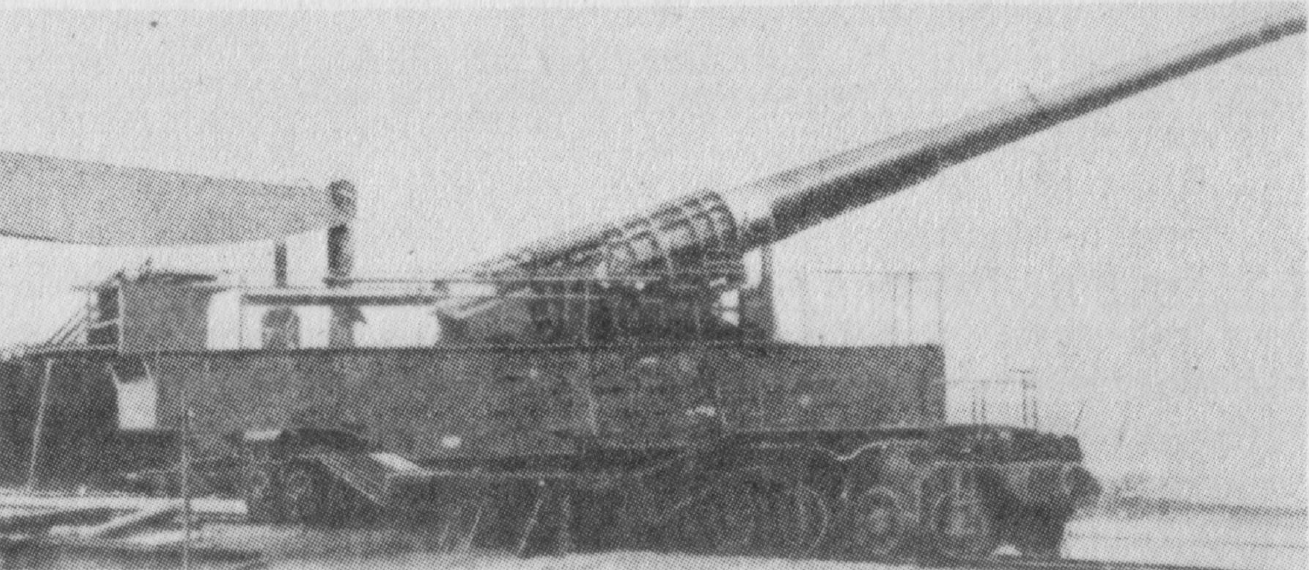
Орудие на службе Императорской армии Японии

240-мм железнодорожное орудие Тип 90 изначально использовалось в качестве орудия батареи береговой артиллерии в городе Фуццу (префектура Тиба) и входило в систему береговой обороны, прикрывавшей подходы к Токийскому заливу. В 1941 году орудие было переброшено в Маньчжоу-Го и установлено в районе городского уезда Хулинь (провинция Хэйлунцзян), где вошло в состав системы обороны против СССР на время всей Второй мировой войны. В частности, оно было в распоряжении 15-го пограничного отряда. В конце войны, когда началась Маньчжурская стратегическая наступательная операция советских войск, солдаты Квантунской армии взорвали орудие Тип 90 и бежали, бросив его остатки.